# Ford Fiesta II
Pour un aperçu de toutes les générations de la Fiesta, voir Ford Fiesta.
La Ford Fiesta Mk2 est la deuxième génération de la citadine polyvalente Ford Fiesta construite par Ford Europe. Introduite à l'origine en 1983, il s'agit d'un léger lifting de la voiture d'origine, et elle est proposée en 3 portes à hayon et en fourgon à panneaux. Elle est remplacée par la Fiesta Mk3 fortement mise à jour pour 1989.

## Histoire

### Développement initial
La Ford Fiesta Mk2 est apparue fin août 1983, avec une partie avant et un intérieur révisés; le changement le plus notable concerne les nouveaux phares enveloppants. Le compartiment moteur est également plus large, de manière à accueillir une transmission à cinq vitesses et de nouveaux moteurs. La voie avant a donc augmenté de 33 mm (la voie arrière est restée comme sur la Mk1), tandis que les freins et la direction ont également été modifiés. La direction est une version modifiée de la configuration de l'Escort, tandis que les freins avant ont été mis à jour avec les disques avant des Escort. Au lancement, la Fiesta Mk2 n'est disponible qu'avec les moteurs "Valencia" basé sur les moteurs Kent-Crossflow familiers de 957 cm3 et 1 117 cm3, bien qu'ils soient désormais équipés de carburateurs à venturi variables pour une consommation de carburant améliorée. La ligne de capot plus bulbeuse de la Mk2 a été créée en grande partie en raison de la nécessité d'y faire rentrer le moteur CVH de Ford plus grand, dont une version de 1,3 L a suivi en 1984, et ce modèle comporte également une transmission manuelle à cinq vitesses pour la première fois. Au début, le modèle de 1.0 L n'est proposé qu'avec une transmission quatre vitesses, tandis que la transmission cinq vitesses est disponible en option dans le modèle de 1.1 L.
Deux autres versions de la Fiesta Mk2 sont apparues en 1984; tout d'abord, un modèle XR2 mis à jour avec une version de 1,6 L du moteur CVH: ce modèle de deuxième génération est livré avec un kit carrosserie plus important. Il comporte également un moteur CVH 1,6 L de 96 ch (72 kW), comme précédemment vu dans la Ford Escort XR3, et une boîte de vitesses manuelle à cinq vitesses.
Une autre version de la Fiesta à moteur diesel de 1,6 L voit le jour, tirant pleinement parti du compartiment moteur maintenant plus large. Les groupes motopropulseurs diesel sont à l'époque encore inhabituels dans ce segment de marché et les commentateurs constatent alors que l'économie de carburant de la Fiesta diesel se fait au détriment d'un moteur bruyant et rugueux. Même en Allemagne de l'Ouest, un marché traditionnellement réceptif aux voitures particulières à moteur diesel, la Fiesta essence dépasse toujours la version diesel de plus de quatre contre un en 1988. Cela peut également être dû au fait que le plus gros moteur, partagé avec l'Escort/Orion, n'offre que des économies de carburant marginales à un prix d'achat considérablement plus élevé par rapport aux options essence plus petites. Lorsqu'il est installé dans la Fiesta plus légère, cependant, ce moteur offre des performances considérablement plus rapides que dans l'Escort Diesel. La Fiesta Diesel a également des réglages de ressorts modifiés à l'arrière et reçoit les jambes de force MacPherson de la Sierra à l'avant pour faire face au moteur plus lourd.

### Mise à niveau de 1986
En novembre 1986, le moteur de la XR2 est remplacé par une variante à mélange appauvri qui comporte une culasse et un carburateur révisés; cela réduit les émissions, mais entraîne une baisse de puissance (bien que Ford revendique toujours la même puissance maximale). À ce stade, le constructeur profite également de l'occasion pour proposer la transmission manuelle à 5 vitesses, déjà de série dans le modèle de 1,3 L, en option avec la motorisation 1,1 L.
En 1986, le moteur CVH de 1,3 L est remplacé par une version à mélange appauvri de 1,4 L du même groupe motopropulseur, tandis que les autres moteurs ont été modifiés pour utiliser de l'essence sans plomb. En février 1986, tous les modèles ont reçu le réservoir de carburant de 40 litres, auparavant réservé au modèle XR2, augmentant la capacité de carburant et l'autonomie de 17%.

### Fiesta automatique
En mai 1987, Ford ajoute à la gamme la nouvelle CTX, incorporant une transmission à variation continue, sur le moteur de 1.1 L. Peu de ces Fiesta CTX ont été produites.

## Les différentes versions

### Ghia
La Fiesta Ghia est une édition axée sur une présentation davantage premium. À l'extérieur, elle s'équipe d'enjoliveurs spécifiques, de pare-chocs enveloppants, et de baguettes chromées.
À l'intérieur, elle propose de série une montre digitale, des moquettes velours, un miroir de courtoisie sur le pare-soleil passager, d'appuis-têtes réglables et un compte-tours.
2 motorisations équipent cette version : le 1,1 L et le 1,4 L.

### XR2

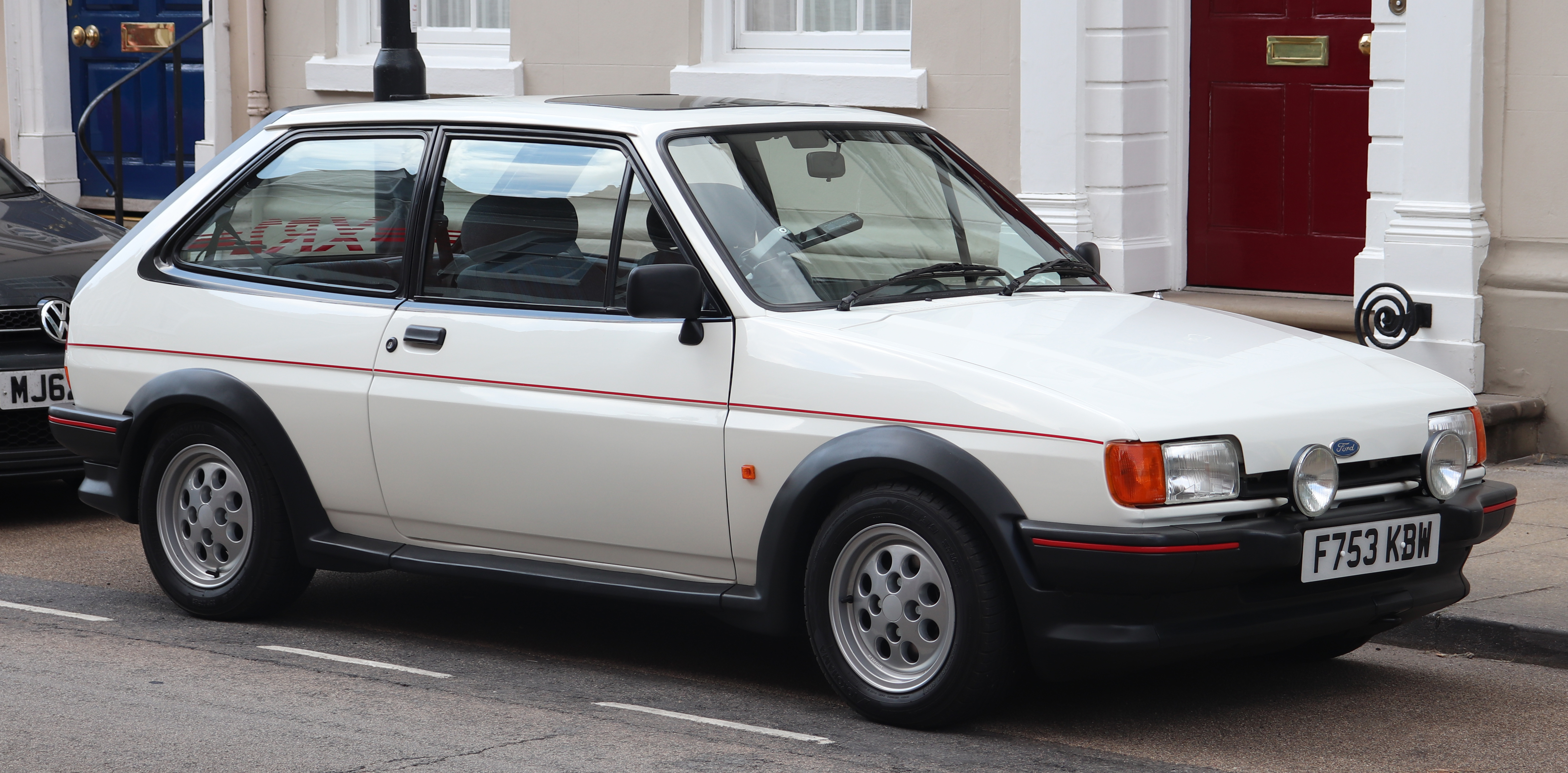
Ford Fiesta XR2

La XR2 est la version sportive de la Fiesta. Équipée du 1,6 L CVH accouplée à une boite 5 vitesses, elle développe 96 ch et effectue le 0 à 100 km/h en 9,9 secondes et atteint 180 km/h.
Le châssis est modifié en conséquence. Elle est équipée de ressorts d'amortisseurs spécifiques, d'amortisseurs renforcés, d'une barre anti-roulis, et de jantes alliage spécifiques de 13 pouces.
À l'extérieur, elle dispose d'un kit carrosserie large, de phares longue-portée, de stickers rouges sur les ailes et panneaux de portes et d'inserts rouges sur les pare-chocs, d'un spoiler avant et d'un becquet arrière.

## Commercialisation
La Fiesta Mk2, confrontée à la concurrence de la Vauxhall Nova et de l'Austin Metro, est l'une des meilleures citadines polyvalentes du Royaume-Uni. Dans sa meilleure année, 1987, plus de 150 000 modèles de Fiesta ont été vendus au Royaume-Uni, bien qu'elle termine deuxième dans les graphiques de vente, derrière la Ford Escort. En Allemagne de l'Ouest, alors le plus grand marché national d'automobile en Europe, la Fiesta réussit à surpasser la Volkswagen Polo en 1984, 1985 et à nouveau en 1989, tandis que la Polo surpasse légèrement la Fiesta chaque année entre 1986 et 1988,. Tout au long de cette période, les ventes ouest-allemandes de l'Opel Corsa suivent celles de la Fiesta et de la Polo.
En avril 1989, lorsqu'une nouvelle génération de Fiesta est lancée, la production et les ventes combinées des deux premières générations de Fiesta, produites entre 1976 et 1989, dépassent 4,5 millions d'unités.

## Caractéristiques

### Chaînes cinématiques

#### Motorisations
| Modèle                  | Cylindrée | Code de type | Puissance    | Vitesse de pointe | 0 à 97 km/h (en secondes) | 0 à 100 km/h (en secondes) | Années    |
| ----------------------- | --------- | ------------ | ------------ | ----------------- | ------------------------- | -------------------------- | --------- |
| 950                     | 957 cm3   | Valencia     | 45 ch; 33 kW | 137 km/h          | 18 s 7                    |                            | 1983-1986 |
| 950                     | 957 cm3   | Valencia     | 45 ch; 33 kW | 137 km/h          | 19 s 5                    |                            | 1986-1989 |
| 1.1                     | 1 117 cm3 | Valencia     | 51 ch; 37 kW | 142 km/h          | 16 s 0                    |                            | 1983-1986 |
| 1.1                     | 1 117 cm3 | Valencia     | 51 ch; 37 kW | 145 km/h          | 16 s 3                    |                            | 1986-1989 |
| 1.1 cat                 | 1 117 cm3 | Valencia     | 49 ch; 36 kW | 142 km/h          | 17 s 1                    |                            | 1986-1989 |
| 1.3                     | 1 296 cm3 | CVH          | 69 ch; 51 kW | 163 km/h          | 11 s 5                    | 12 s 2                     | 1983-1986 |
| 1.4                     | 1 392 cm3 | CVH          | 75 ch; 55 kW | 165 km/h          | 11 s 4                    | 12 s 1                     | 1986-1989 |
| 1.4 cat                 | 1 392 cm3 | CVH          | 70 ch; 51 kW | 161 km/h          | 12 s 3                    |                            | 1986-1987 |
| 1.4 cat                 | 1 392 cm3 | CVH          | 71 ch; 52 kW | 163 km/h          | 12 s 3                    |                            | 1987-1989 |
| 1.6 D,                  | 1 608 cm3 | LT           | 54 ch; 40 kW | 148 km/h          | 16 s 3                    | 17 s 3                     | 1984-1989 |
| XR2 1.6                 | 1 597 cm3 | CVH          | 96 ch; 71 kW | 180 km/h          | 9 s 4                     |                            | 1984-1986 |
| XR2 1.6                 | 1 597 cm3 | CVH          | 95 ch; 70 kW | 180 km/h          | 9 s 7                     | 9 s 9                      | 1986-1989 |
| XR2 1.6 (Suède, Suisse) | 1 597 cm3 | CVH          | 79 ch; 58 kW | 166 km/h          |                           | 11 s 8                     | 1986-1989 |